# گرازالما
گرازالما (به اسپانیایی: Grazalema) یک دهستان در اسپانیا است که در استان کادیس واقع شده‌است. گرازالما ۱۲۲٫۴۱ کیلومتر مربع مساحت و ۲٬۲۰۵ نفر جمعیت دارد و ۸۱۲ متر بالاتر از سطح دریا واقع شده‌است.